# Piavon (Oderzo)
Piavon è una frazione di Oderzo. Fu comune autonomo fino al 1º giugno 1929.
Conta all'incirca 1 340 abitanti.

## Origini del nome
Il toponimo è in relazione al canale che attraversa il paese. Il corso d'acqua costituiva in origine un importante ramo del Piave, ridottosi durante l'alluvione del 589; nel medioevo i Caminesi lo collegarono al Lia (e quindi al Monticano) attraverso lo scavo del canale Navisego.

## Storia
La prima citazione dell'attuale chiesa parrocchiale risale al 1391.
Il 1º giugno 1929 il comune di Piavon cessa la sua attività essendo stato soppresso e fuso con quello di Oderzo. Il vecchio codice catastale, G578, "sopravvive" ancora nei codici fiscali delle persone nate qui prima della soppressione del comune.

## Monumenti e luoghi d'interesse
Di un certo interesse artistico è la chiesa, dedicata a San Benedetto, edificata poco dopo il 1400 probabilmente dai suoi monaci benedettini. All'interno sono custoditi quattro dipinti di Jacopo da Bassano. Il campanile risale al 1587. 

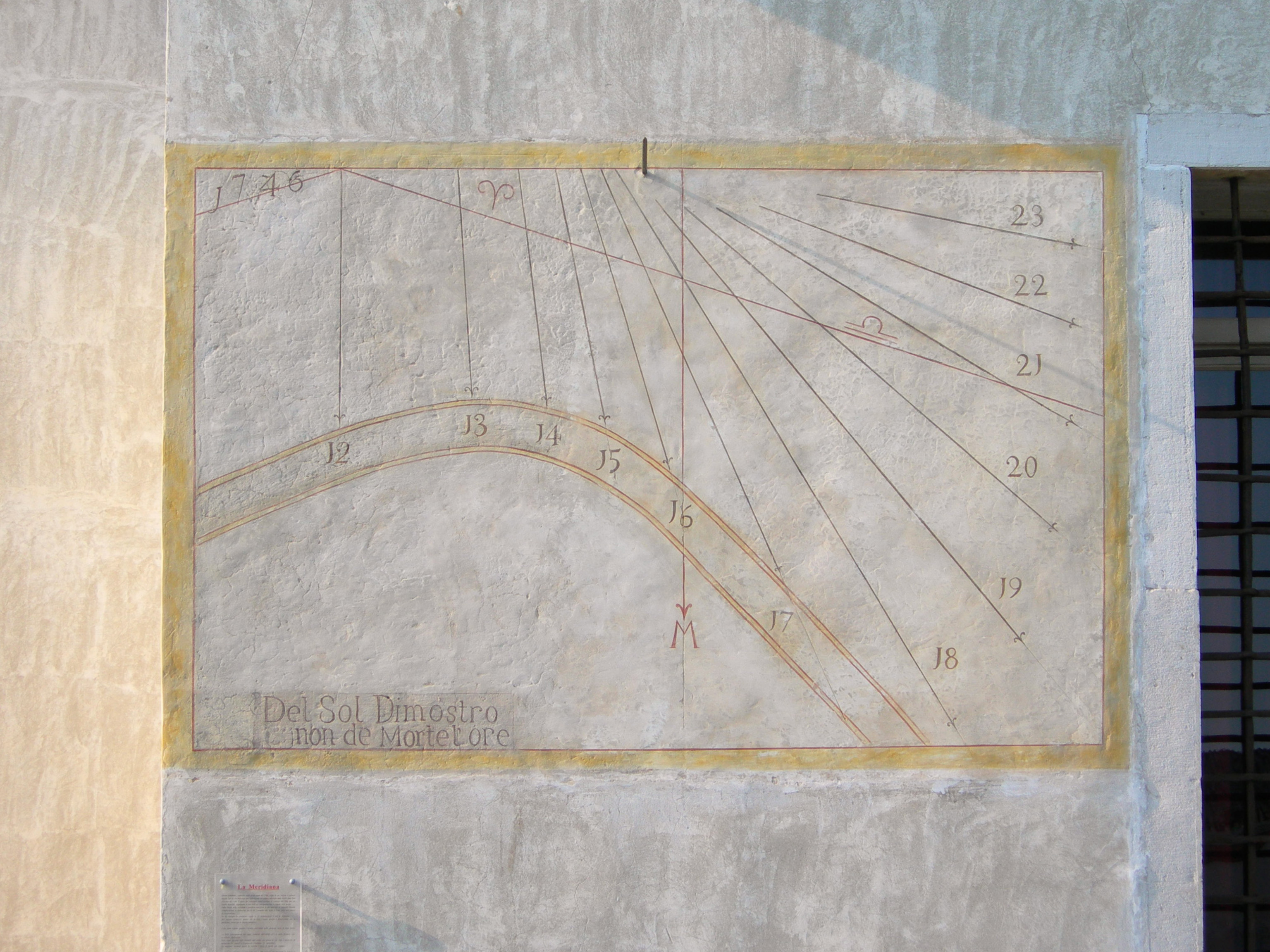
Meridiana settecentesca visibile sulla parete sud della chiesa parrocchiale. Segna le antiche ore italiche.

Di un certo interesse sono il Casón, abitazione contadina con il tetto di paglia risalente a circa 400 anni fa in Via Frassenè, e Ca' Lozzio, ristorante-bar noto nella zona per le numerose personali di pittura e rassegne culturali che ospita.
Dal 1996 al 2008 la frazione ha inoltre ospitato l'importante Museo dell'Apicoltura, il primo museo apistico pubblico in Italia.

## Società

### Evoluzione demografica
Il grafico seguente rappresenta l'evoluzione demografica del comune di Piavon sino alla soppressione del 1929.
Abitanti censiti

## Eventi
La "festa d'estate", che dal 2003 sostituisce la sagra parrocchiale, si svolge nella seconda metà di giugno.

## Sport
Nella squadra di calcio del paese, chiamata US Piavon e con i colori gialloblù, terminò la sua carriera Gianfranco Zigoni, ex giocatore di Juventus e Verona contribuendo alla prima promozione della squadra dalla III alla II categoria. Attualmente l'US Piavon svolge attività calcistica solo con le squadre giovanili.
Negli anni settanta e ottanta, presso il campo sportivo frazionale, era presente una pista di speedway dove si sono svolte numerose manifestazioni tra cui un incontro internazionale tra le nazionali dell'Italia e dell'Unione Sovietica.
Per quanto riguarda la pallamano, dal 2017 è stato fondato l'Hc Piavon, società emergente, capace di annoverare tra le sue file, per ben 3 stagioni consecutive, il campione d’Italia di beach handball Roberto Piccoli.
Da segnalare anche la presenza in squadra nell'estate 2018, del famoso fromboliere Markola Karabrokic e nell’estate 2019 del pluripremiato specialista, Markkel Brokkhansen.
Nell’estate 2022 entra nel ranking europeo EBT riuscendo a tenere dietro nella classifica europea la  nazionale italiana allenata da Mr. Pasquale Maione.
I colori sociali dell'Hc Piavon sono il blu e il giallo, nonostante una parentesi in arancio-verde, nella stagione d’esordio.

## Galleria d'immagini

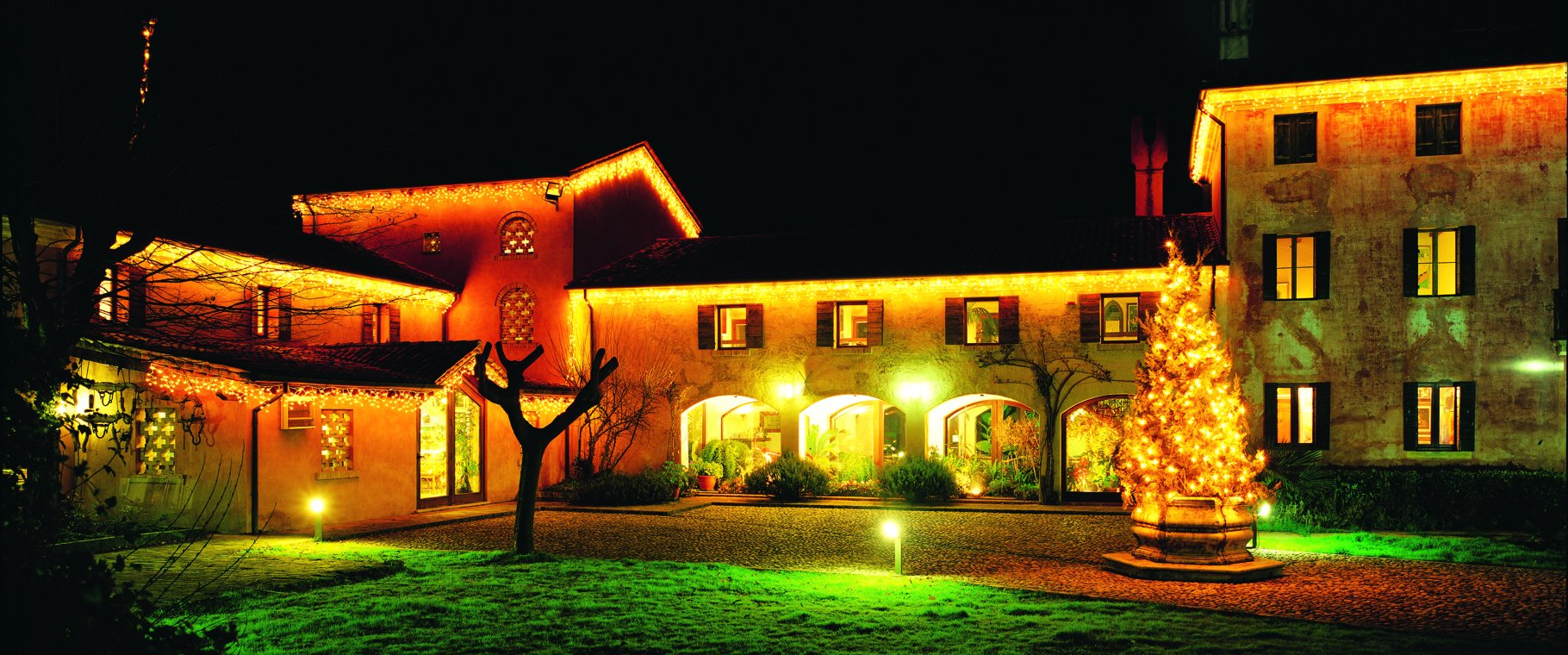
Ca' Lozzio
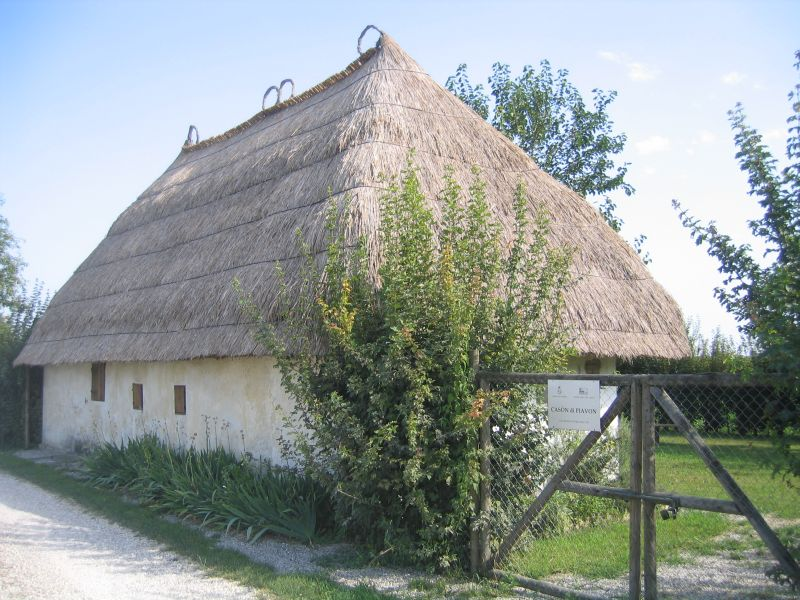
Il Casòn
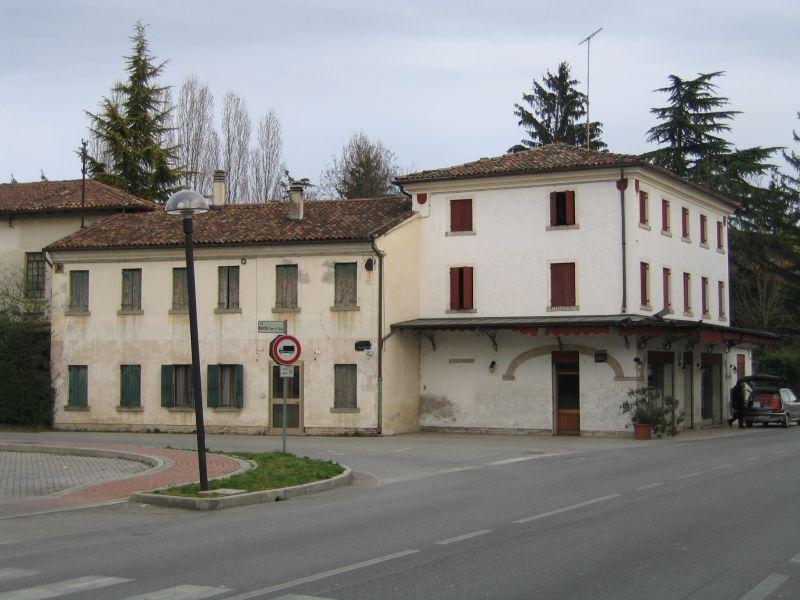
La piazza un edificio storico
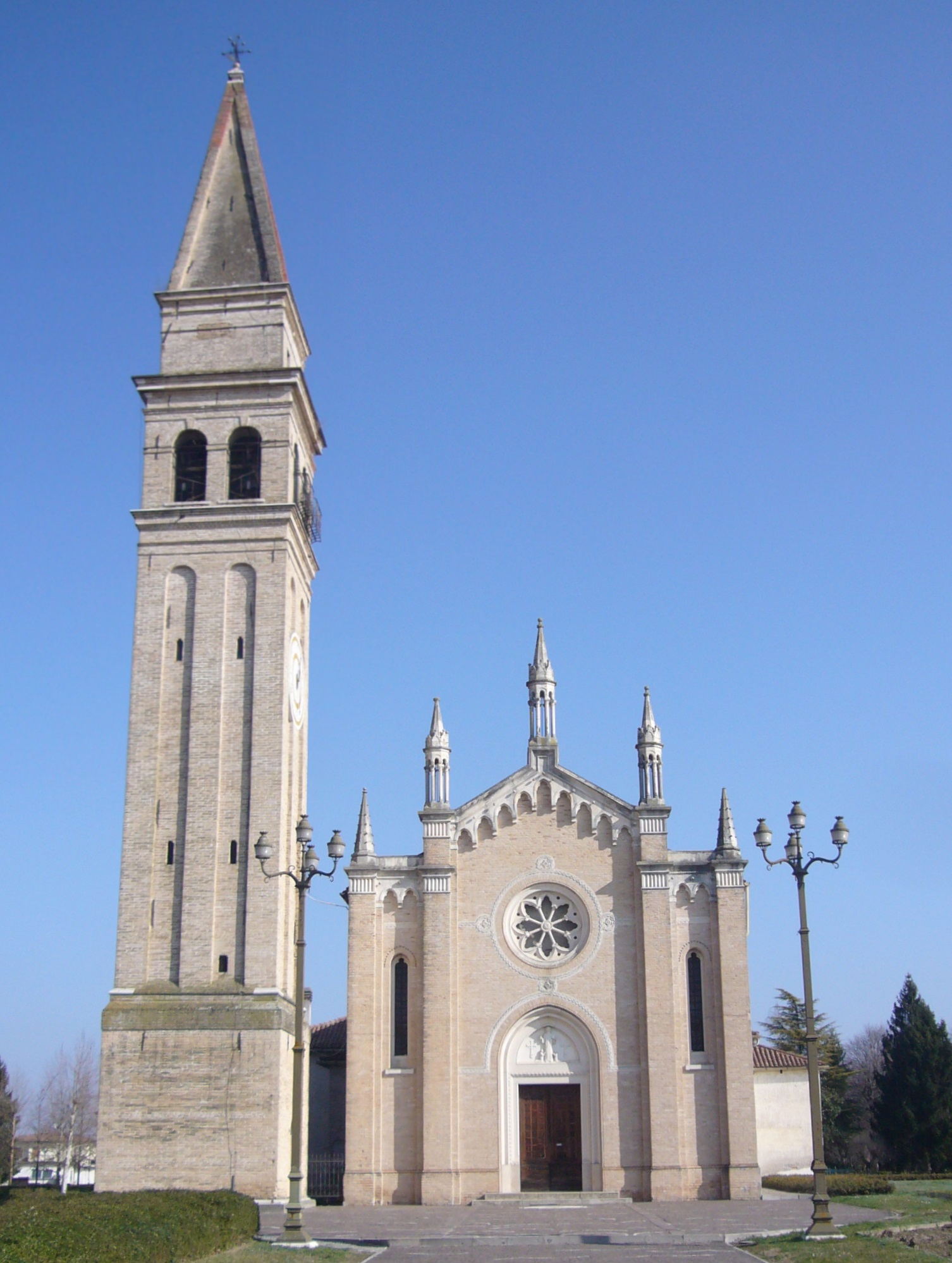
La parrocchiale